# Châtillon-sur-Oise
Châtillon-sur-Oise es una comuna francesa, situada en el departamento de Aisne, de la región de Alta Francia.

## Demografía
| 178 | 181 | 119 | 121 | 139 | 128 | 138 | 128 |
| Para los censos de 1962 a 1999 la población legal corresponde a la población sin duplicidades (Fuente: INSEE [Consultar]) |     |     |     |     |     |     |     |